# Катастрофа Як-130 в Барановичах (2021)
Катастрофа Як-130 в Барановичах — крушение учебно-боевого самолёта Як-130 ВВС Белоруссии в городе Барановичи 19 мая 2021 года, в результате чего погибли лётчики майор Андрей Ничипорчик и лейтенант Никита Куконенко. Один из местных жителей, Казимир Кузьмич, также пострадал, получив ранения.

## Самолёт
Як-130 является российским учебно-боевым самолётом, разработанным ОКБ имени Яковлева для замены в Военно-воздушных силах России учебно-тренировочных L-39. Первую партию машин ВВС Белоруссии получили в 2015 году в соответствии с контрактом с научно-производственной корпорацией «Иркут». Через год было поставлено ещё четыре самолёта. В 2019 году страна получила третью партию, также в количестве четырёх штук. По состоянию на 2020 год белорусская авиация располагала 12 Як-130. Самолёт, что разбился в Барановичах, был приписан к 116-й гвардейской штурмовой авиабазе в Лиде.

## Катастрофа
Днём 19 мая Як-130 и Л-39 Лидской авиабазы выполняли над городом учебно-тренировочный полёт. Одновременно к вылету готовился Су-30СМ. Экипаж Як-130 (борт 74) обнаружил техническую неисправность. Их машина резко пошла вниз, и её начало крутить. Были моменты, когда самолёт возобновлял на секунду управление, но потом пилоты снова теряли контроль над ситуацией. Аварийная ситуация произошла в горизонтальном полёте над аэродромом. Диспетчер не менее 10 раз подал команду «Катапультируйся! Катапультируйся! Прыгай!». В радиоэфир вышел пилот Су-30СМ, который также попросил экипаж катапультироваться. В это время лётчики поняли, что самолёт уходит в город на жилые кварталы. На принятие решения была примерно минута. Резервная система позволила на высоте около пятидесяти метров стабилизировать только направление полёта и экипажу удавалось изменять курс, но высота продолжала интенсивно падать. Пилоты стремились увести самолёт от населённого пункта и, убедившись, что траектория падения находится вне жилых домов, лётчики попытались катапультироваться, однако из-за недостаточной высоты они погибли.
В 12:33 самолёт упал возле двухэтажек в районе улицы Розы Люксембург, повредив три дома. Диспетчер попросил пилота Л-39 проверить, катапультировался ли экипаж. Тот сообщил, что лётчики не эвакуировались. В зданиях снесло стёкла, на фасаде остались вмятины от деталей машины, на козырьке завис раскрывшийся парашют, на котором катапультировался один из авиаторов. Результаты крушения устранены силами МЧС. В одном из зданий пострадал местный житель. Мужчина вернулся с прогулки с собакой, но ударной волной его сбило с ног, он сломал руку и получил множественные порезы от осколков стекла.

## Жертвы
Упавший самолёт пилотировали 33-летний военный лётчик первого класса майор Андрей Ничипорчик (род. 17 октября 1987, Поставы) и 22-летний лейтенант Никита Куконенко (род. 18 октября 1998, Полоцк).
В православном храме Святых Жён-Мироносиц состоялась прощальная панихида. Траурная церемония прошла и на барановичском аэродроме. В ней участвовал оркестр в сопровождении роты почётного караула. 21 мая в Лиде в клубе 116-й авиационной базы прошла ещё одна церемония прощания с пилотами. Тело Куконенко отправили в Полоцк, а Ничипорчика похоронили здесь же на местном кладбище сразу после литургии в церкви. На панихиде присутствовал также министр обороны.
Потерпевший на земле Казимир Кузьмич вместе с семьёй жил в доме 2Г. При падении самолёта мужчина находился в кухне, его сбило с ног ударной волной, в результате чего тот получил перелом предплечья и многочисленные порезы от осколков стекла. От шока барановичанин частично утратил память о событиях после крушения. 4 июня Кузьмич выписан из больницы. Дом, в котором жил мужчина, получил некоторый ущерб. К моменту выписки в квартире пострадавшего коммунальные службы заменили повреждённые взрывом окна и двери, на кухне побелили потолок, оклеили обоями.

## Расследование
В тот же день следственный комитет Республики Беларусь возбудил уголовное дело в связи с крушением самолёта. На месте происшествия начали работу эксперты с целью установления обстоятельств произошедшего. Их координировал первый зампредседатель СК РБ Олег Шандарович. Туда также выехала комиссия Министерства обороны во главе с заместителем министра обороны по вооружению. Главным следственным управлением возбуждено уголовное дело по ч. 2 ст. 465 УК РБ («Нарушение правил полётов или подготовки к ним, повлёкшее по неосторожности смерть двух лиц»). По состоянию на 20 мая завершено проведение осмотра места происшествия, подробно зафиксирована следовая картина, допрошены свидетели и военнослужащие авиабазы, назначен ряд необходимых экспертных исследований.
Одновременно командование ВВС сообщило о первых результатах расшифровки бортовых самописцев Як-130. Перед падением экипажу не хватило высоты для принятия решения и безопасного катапультирования. Лётчики управляли и воздействовали на ручку управления самолётом и на педали, которые изменяли направление полёта до момента касания земли.
Командующий ВВС и войсками ПВО Игорь Голуб, ссылаясь на результаты расшифровки данных бортовых самописцев, заявил, что крушение Як-130 произошло из-за отказа системы управления. У машины отказали все уровни системы управления, причём мгновенно, в течение одной минуты. Остался резервный уровень, который работал с перебоями, но который дал возможность отвести самолёт. Голуб пояснил, что в данной ситуации, согласно требованию руководства по лётной эксплуатации самолёта Як-130, экипаж обязан был покинуть машину. В это время самолёт перешёл в неуправляемое хаотичное движение, и его траектория начала уклоняться в сторону города.
В ходе официального следствия установлено, что командиром экипажа самолета ЯК-130 Андреем Ничипорчиком, лётчиком Никитой Куконенко, лицами из числа инженерно-технического состава, осуществлявшими обслуживание и подготовку самолёта, а также лицами, ответственными за организацию, обеспечение и руководство полётами, нарушений правил полетов и подготовки к ним или других правил эксплуатации военных летательных аппаратов, находящихся в прямой причинной связи с последствиями, не допущено. Причиной трагедии был назван отказ системы управления самолётом.

## Реакция

### Официальные лица
- Вооружённые силы: Эдуард Жмакин, заместитель командира 116-й гвардейской штурмовой авиационной базы, выразил слова благодарности всей стране. Как отметил военный, «в эти трудные минуты поддерживают нас, говорят слова благодарности родителям, восхищаются этим мужественным поступком наших ребят. И мы гордимся нашими парнями. Они сделали всё, чтобы сохранить мирные жизни на земле». Олег Турчинович, первый заместитель командира 61-й авиационной базы, поблагодарил родителей погибших «за то, что воспитали настоящих мужчин»[14].
- Руководство страны: Президент Белоруссии Александр Лукашенко выразил глубокие соболезнования семьям погибших[22]. Министру обороны Виктору Хренину поручено лично передать слова поддержки от президента и оказать всю необходимую помощь[23]. Отдельные соболезнования выразил Совет Республики в лице его председателя Натальи Кочановой[24].
- Барановичский горисполком: в связи с катастрофой городские власти отменили мероприятия праздника «Барановичская весна», намеченного на 21—22 мая[25]. Он был приурочен к 150-летию города. В своём обращении председатель горисполкома Юрий Громаковский сравнил действия погибших лётчиков с подвигом первого Героя Беларуси Владимира Карвата[26].
- Зарубежье: свои соболезнования в адрес белорусской армии выразили министерства обороны и дипмиссии Казахстана, Азербайджана, Узбекистана, Нидерландов и Минская ассоциация военных атташе, аккредитованных в Белоруссии, которая представлена военными дипломатами 19 стран[27].

### Травля в интернете
Следственный комитет страны возбудил уголовное дело по ст. 130 Уголовного кодекса («Умышленные действия, направленные на возбуждение расовой, национальной, религиозной либо иной социальной вражды или розни») в отношении лиц, которые в интернете организовали травлю погибших лётчиков. Со слов замминистра внутренних дел Геннадия Казакевича, «нашлись негодяи, которые разразились самыми мерзкими комментариями как в адрес пилотов, так и в адрес белорусской армии в целом». Их выявление, как заявил представитель правоохранителей, стало «делом чести». В продемонстрированных телеканалом «Беларусь 1» отзывах в «Telegram» отдельные пользователи старались перевести всё в политическую плоскость, называя лётчиков карателями и обвиняя в службе на режим Лукашенко. На 27 мая задержано 20 человек. По данным оперативников, большинство из них были активными участниками протестного движения 2020—2021 годов.

## Чествование
- 23 ноября 2021 года на заседании Барановичского городского исполнительного комитета было принято решение инициировать присвоение улицам имён погибших лётчиков. В конце декабря того же года Барановичский городской Совет депутатов принял решение «О присвоении наименований», согласно которому двум улицам в Барановичах были присвоены имена Героев Беларуси Майора Андрея Ничипорчика (бел. вуліца Маёра Нічыпорчыка) и Лейтенанта Никиты Куконенко (бел. вуліца Лейтэнанта Куканенкі)[30].
- 24 ноября 2021 года Указом Президента Республики Беларусь №457 «за мужество и героизм, проявленные при исполнении воинского долга» лётчикам Андрею Ничипорчику и Никите Куконенко было посмертно присвоено звание «Герой Беларуси»[31][32].
- 20 мая 2022 года в Барановичах по случаю первой годовщины со дня трагедии был открыт мемориал в честь погибших лётчиков-героев Андрея Ничипорчика и Никиты Куконенко. В церемонии открытия принял участие министр обороны Республики Беларусь Виктор Хренин[33][34].